# Інтернет в Австрії
Інтернет в Австрії є частиною системи національного зв'язку та має досить високий рівень розвитку.

## Статистичні дані
- У країні налічується 37 провайдерів, більшість з них зареєстровані в асоціації інтернет-провайдерів Австрії ISPA [Архівовано 7 листопада 2015 у Wayback Machine.].
- Кількість користувачів мережі Інтернет на 2012 рік: 6,7 млн осіб (50-те місце в світі), що становило 81 % населення (29-те місце у світі)[1].
- Кількість виділених широкосмугових ліній на 2012 рік: 2074252 (41-е місце у світі), еквівалентно послугам для 25,2 % населення (33-е місце у світі)[2].
- Кількість абонентів мобільного інтернету на 2012 рік: 4564834 (40-те місце у світі), що становило 55,5 % населення (23-те місце у світі)[3].
- Кількість хостів: 3,5 млн. (30-те місце у світі на 2012 рік)[4].
- 300 тисяч абонентів ADSL-підключень.
- Домен верхнього рівня для Австрії — .at[4]. Розглядається можливість використання для сайтів, пов'язаних з Віднем, домену верхнього рівня «.wien».

## Провайдери
На австрійському ринку широкосмугового доступу в інтернет у 201 році переважали провайдери DSL, які швидко обігнали провайдерів кабельного доступу. Однак оператори мобільного зв'язку, що використовують технології UMTS/HSDPA і LTE, швидко набирають силу через жорстку конкуренцію на ринку. Також доступні SDSL і оптоволоконний зв'язок.
Найбільші інтернет-провайдери Австрії:
- Telekom Austria[6]
- UPC[7]
- Tele2[8]
- kabelPlus, що надає кабельний доступ у Відні та передмістях[9].
- next layer, що надає оптоволоконний зв'язок і послуги центру даних приватним підприємцям[10].

Доступні швидкості 30 Мбіт/с для прийому і 5 Мбіт/с для надсилання даних через DSL (швидкість завантаження через VDSL до 50 Мбіт/с), а також до 250 Мбіт/с на прийом і до 25 Мбіт/с для надсилання через кабельні мережі. Також у країні є низка невеликих інтернет-провайдерів міського, регіонального та національного масштабу, що мають свою інфраструктуру. Багато з них надають послуги Інтернету завдяки використанню ліній або пропускної здатності мереж Telekom Austria у поєднанні зі статичними IP-адресами або протоколом IPv6. Найвідоміші:
- Hotze.com в Тіролі,
- Liwest у Верхній Австрії,
- Salzburg AG в Зальцбурзі та околицях.

Частина інтернет-провайдерів пропонує доступ на швидкості до 250 Мбіт за технологією DOCSIS 3.0 або FTTH. Серед них виділя.ться UPC Fiber Power (250 Мбіт/с швидкість прийому, 25 Мбіт / с швидкість надсилання) через FTTB-варіацію з коаксіальним кабелем і Blizznet (по 100 Мбіт/с прийом і надсилання, доступний у деяких округах Відня) за технологією FTTH. Інтернет-з'єднання для бізнес-центрів і баз даних передбачають швидкість передачі даних до 100 Гбіт/с і доступні для обміну даними між містами. Головною точкою з'єднання є Відень.
Найпоширенішими для фіксованого широкосмугового і мобільного зв'язку є тарифні плани з фіксованою ставкою. Деякі кабельні та DSL-провайдери надають знижки студентам закладів вищої освіти. Більшість тарифних планів для широкосмугового зв'язку є безлімітними, тоді як для мобільного зв'язку діє обмеження на трафік, після перевищення якого швидкість з'єднання строго фіксується.

### Інтернет-цензура
Станом на серпень 2014 року, австрійська філія Міжнародної федерації виробників фонограм вже подала кілька позовів із закликом заблокувати сайти-файлообмінники The Pirate Bay і isoHunt за порушення авторських прав (останній позов зафіксовано 14 серпня 2014). ЗМІ засудили подібні позови, оскільки розблокувати файлообмінники за чинними нормами права було неможливо, а подати будь-яку апеляцію також було недоступно. Постраждати могли також і користувачі, які користувалися заблокованою динамічною IP-адресою.
Законопроєктів, які обмежують доступ або дозволяють урядовим службам стежити за електронним листуванням або чатами, в австрійському законодавстві немає. Приватні особи і групи мирно і доброзичливо спілкуються через Інтернет (зокрема й через e-mail). При цьому доступ до вебсайтів, що порушують законодавство (наприклад, дитячої порнографії або неонацистського змісту) суворо забороняється: подібні сайти або закриваються, або провайдери забороняють доступ до них з території Австрії.
Конституція Австрії гарантує свободу слова і друку, і уряд зобов'язується захищати права і свободи громадян на доступ до інформації. Ці свободи також підтверджує наявність незалежної преси, яка виражає різні точки зору; ефективної судової системи і дієвого механізму демократичних виборів. Існує можливість звернень з критикою на адресу уряду як публічно, так і від приватної особи; законом заборонено втручання правоохоронних органів у приватне життя. Кримінальна відповідальність передбачена за розпалювання ворожнечі за національною, расовою, релігійною тощо ознаками; зокрема за заперечення Голокосту або виправдання нацистських злочинів проти людства (підтримка заяв у друкованих ЗМІ, на телебаченні, радіо або в Інтернеті тощо). Законами Австрії також передбачена кримінальна відповідальність за неправдивий донос або за наклеп. Незалежні спостерігачі критикують ці закони, вважаючи, що правоохоронні органи мають повне право подати до суду за наклеп, і саме це відлякує громадян, які зазнали жорстокого поводження з боку поліції, від подання заяв до суду на поліцейське свавілля.
31 липня 2012 26-річного австрійця засуджено до 1,5 років в'язниці за поширення нацистської пропаганди: у соціальній мережі Facebook він розмістив інформацію про те, що «Моя боротьба» є його улюбленою книгою. Засуджений пробув у в'язниці рік. Ще однією гучною подією стало розкриття в лютому 2007 року австрійською владою підпільної мережі, що поширювала дитячу порнографії в 77 країнах: основою для цього стало повідомлення людини, яка працювала на одному з віденських файл-хостингів.